# Hypopyra megalesia
Hypopyra megalesia là một loài bướm đêm trong họ Erebidae.